# 范主
范主（?—?），一作范生。西汉人物，汉武帝农民起义领袖。
汉武帝末年，社会矛盾尖锐，小规模农民起义风起云涌，大者数千人，小者数百人。天汉年间，范主与坚卢领导农民起义。取库兵，释罪囚，缚辱郡守都尉，杀死一名二千石官吏，攻占所在城邑。声势浩大，往来于燕国（治今北京市）、赵国（治今河北省邯郸市）之间。武帝命御史中丞、丞相长史督军进攻，再派光禄大夫范昆等穿着绣衣持节，以虎符发兵，又颁布“沉命法”，进行残酷镇压。范主与坚卢失败。